# 대한민국 특임장관실
특임장관실(特任長官室, Office of the Minister for Special Affairs)은 대통령이 특별히 지정하는 사무 또는 대통령의 명을 받아 국무총리가 특히 지정하는 사무를 관장하는 대한민국의 옛 중앙행정기관이다. 2008년 2월 29일 발족하였으며 2013년 3월 23일 폐지되었다. 소관업무는 국무총리비서실로 이관되었다.

## 설치 근거 및 소관 업무
- 정부조직법 [법률 제8852호, 2008.02.29 전부개정] 제17조[1]
- 특임장관실 직제 [대통령령 제20725호, 2008.02.29 제정] 제2조[2]

## 연혁
- 2008년 2월 29일 - 특임장관실을 신설.
- 2013년 3월 23일 - 특임장관실을 폐지, 소관 업무는 정부조직법 [법률 제11690호, 2013.03.23 전부개정] 부칙 제3조에 의거 국무총리비서실로 이관.

## 조직
| - 특임실장 - 제1조정관 - 제2조정관 - 제3조정관 - 장관정책보좌관 | - 기획총괄과 - 특임1과 - 특임2과 - 특임3과 | - 지역직능팀 - 대변인 - 시민사회팀 - 의제관리팀 |

## 역대 장·차관

### 특임장관
| 정부        | 대수      | 이름           | 임기                              | 비고 |
| ----------- | --------- | -------------- | --------------------------------- | --- |
| 이명박 정부 | 초대      | 주호영(朱豪英) | 2009년 9월 30일 ~ 2010년 8월 30일 | 제17·18·19·20·21대 국회의원&여의도연구소장&바른정당 원내대표 & 국민의힘 원내대표 & 국민의힘 대표 권한대행 |
| 이명박 정부 | 2대       | 이재오(李在伍) | 2010년 8월 30일 ~ 2011년 9월 19일 | 국민권익위원회 위원장&제15·16·17·18·19대 국회의원                                                         |
| 이명박 정부 | 직무 대행 | 김해진(金海鎭) | 2011년 9월 19일 ~ 2012년 1월 9일  | 한국청소년스포츠연맹 회장                                                                                 |
| 이명박 정부 | 직무 대행 | 김기룡(金起龍) | 2012년 1월 10일 ~ 2012년 2월 23일 | 특임장관실 특임실장                                                                                       |
| 이명박 정부 | 3대       | 고흥길(高興吉) | 2012년 2월 24일 ~ 2013년 3월 23일 | 제16·17·18대 국회의원&한나라당 정책위원회 의장                                                            |

### 특임차관
| 정부        | 대수      | 이름           | 임기                               | 비고                               |
| ----------- | --------- | -------------- | ---------------------------------- | ---------------------------------- |
| 이명박 정부 | 초대      | 정하경(鄭夏鏡) | 2009년 10월 13일 ~ 2010년 8월 13일 | 행정안전부 정보화전략실장          |
| 이명박 정부 | 2대       | 김해진(金海鎭) | 2010년 8월 14일 ~ 2012년 1월 9일   | 한국청소년스포츠연맹 회장          |
| 이명박 정부 | 직무 대행 | 최유성         | 2012년 1월 10일 ~ 2012년 2월 29일  | 특임장관실 제2조정관·제1조정관     |
| 이명박 정부 | 3대       | 조윤명(趙潤明) | 2012년 3월 2일 ~ 2012년 9월 18일   | 경상남도청 행정부시장&국가기록원장 |
| 이명박 정부 | 직무 대행 | 전영태(全永泰) | 2012년 9월 19일 ~ 2012년 10월 3일  | 특임장관실 특임실장                |
| 이명박 정부 | 4대       | 권택기(權宅起) | 2012년 10월 4일 ~ 2013년 3월 23일  | 제18대 국회의원                    |

## 같이 보기
- 정무장관실
- 무임소장관실